# Dalzell, Illinois
Dalzell är en ort (village) i Bureau County, och LaSalle County, i Illinois. Vid 2020 års folkräkning hade Dalzell 663 invånare.